# Mazda Romper

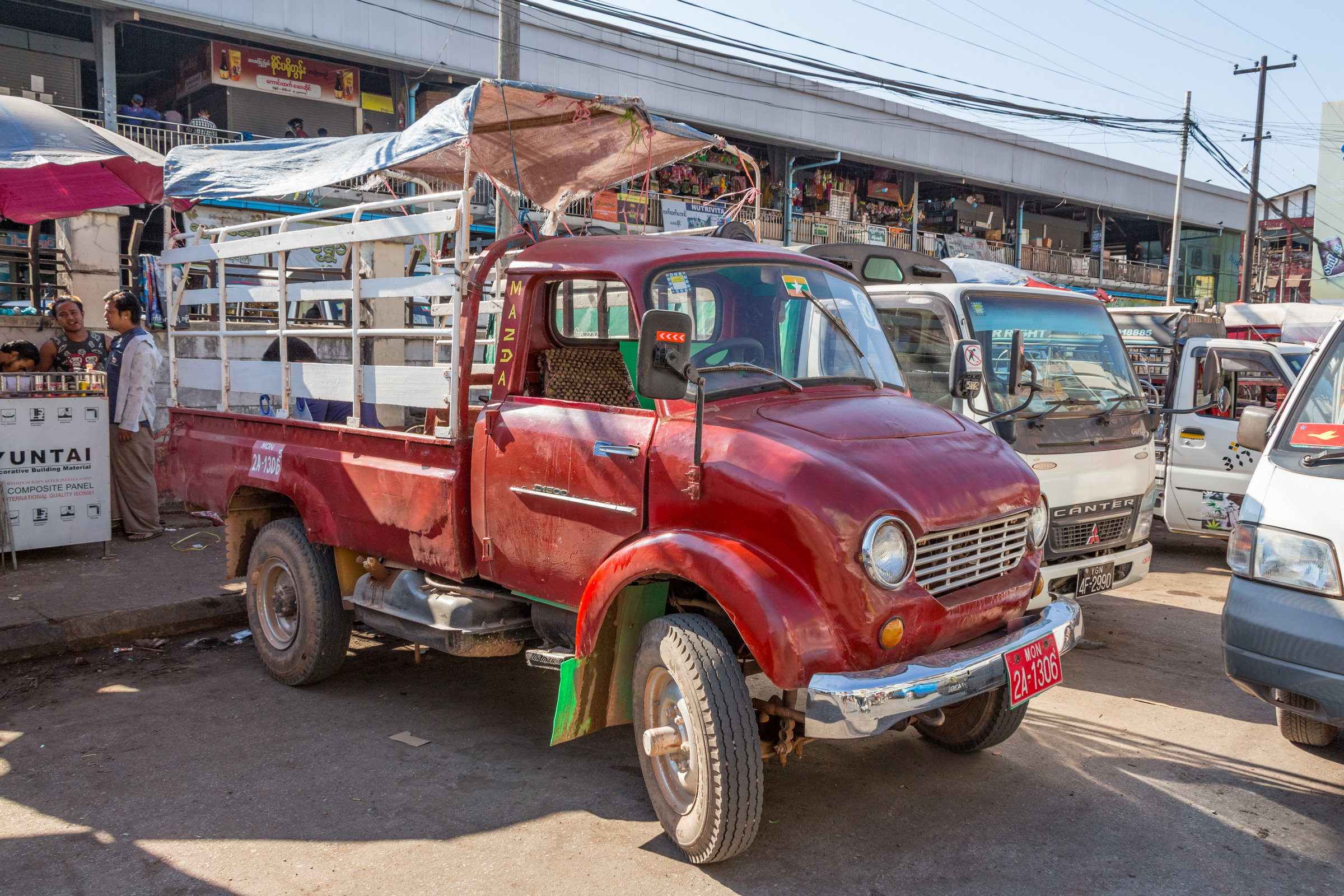
D1500

Der Mazda Romper (japanisch マツダ・ロンパー) war ein kleiner Lkw in Frontlenkerbauweise mit einer Nutzlast von maximal einer Tonne und das erste vierrädrige Fahrzeug von Tōyō Kōgyō, heute Mazda.
1958 startete der Verkauf. Er erhielt den luftgekühlten Zweizylindermotor mit 1105 cm³ und einer Leistung von 32,5 PS aus dem dreirädrigen Pick-up/Kastenwagen der Mazda-T-Serie. Er bot vorne Platz für drei Personen und hatte Allradantrieb.
1959 wurde der Motor auf Wasserkühlung umgerüstet und gleichzeitig der Name entsprechend einer gestiegenen Nutzlast in D 1100 und D 1500 geändert.
1962 wurde der Rahmen erweitert, und ein neuer Benzinmotor mit 1985 cm³, 2,0 Liter Hubraum und 81 PS (60 kW) kam hinzu. Dadurch stieg die Nutzlast und entsprechend gab es die Modelle D 1500 und D 2000.
Der Preis des D1500-Standardtyps betrug bei Einführung 505.000 Yen.
1964 wurde die D-Serie durch den Mazda E 2000 ersetzt.